# Endoxocrinus sibogae
Endoxocrinus sibogae is een zeelelie uit de familie Isselicrinidae.
De wetenschappelijke naam van de soort werd in 1907 gepubliceerd door Ludwig Döderlein.